# Vincenzo Borgarello
Vincenzo Borgarello (Cambiano, Piemont, 9 de maig de 1884 – Torí, 6 de juny de 1969) és un ciclista italià que fou professional entre 1910 i 1914.
Va córrer als equips Peugeot, Legnano i l'Atala. El 1912 fou escollit pels aficionats italians com el ciclista més famós del moment en una enquesta promoguda pel diari la Gazzetta dello Sport després d'haver guanyat etapes a Giro i Tour.

## Palmarès[1]
- 1910
  - 1r al Giro del Piemont
- 1911
  - Vencedor d'una etapa al Giro d'Itàlia
- 1912
  - Vencedor de 2 etapes al Tour de França
  - Vencedor de 3 etapes al Giro d'Itàlia

### Resultats al Giro d'Itàlia
- 1911. Vencedor d'una etapa
- 1912. Vencedor de tres etapes

### Resultats al Tour de França
- 1912. 13è a la classificació general i vencedor de dues etapes. 1 dia com a líder de la cursa